# 142 (getal)
142 is het getal navolgend op 141 en komt voor het getal 143. 

## Wiskunde
Dit getal is op de volgende manier te ontbinden in priemfactoren: 142 = 2 * 71.
Hiermee is 142 ook een even getal.
In binaire vorm is het te schrijven als 10001110.
Hexadecimaal wordt het geschreven als: 8E
Met basis 3 is het een palindroom getal: 12021.

## Jaartelling
- 142
- 142 v.Chr.